# Automolis burungae
Automolis burungae là một loài bướm đêm thuộc phân họ Arctiinae, họ Erebidae.